# F-16PB
F-16PB는 1986년 대한민국 전두환 정부가 미국에서 직수입한 F-16C/D 블록32 전투기를 말한다.

## 역사
1978년 지미 카터 미국 대통령이 주한미군 철수를 추진하자, 이를 반대하던 박정희 대통령이 주한미군 철수에 대비해 F-16A/B 도입을 추진했다. 그러나 1979년 박정희 대통령이 암살되는 등 급변하는 정세 속에 도입이 무산되었으며, 이후에 1986년 전두환 정부가 피스브릿지(Peacebridge) 사업을 추진해 F-16A/B 보다 고성능인 F-16C/D 블록32을 도입했다. 한국 공군의 최초의 F-16 전투기이다.

## 도입 및 성능
F-16C/D 블록32으로 결정, 1986년 피스브릿지(Peacebridge) 사업을 통해 도입을 시작하여 36대를 최종도입하는 것으로 협의하였으나, FMS방식 구매를 통해 환차익을 통하여 4대를 추가 구입하여 1988년까지 총 40대가 도입되었다.
F-16PB의 성능은 AIM-120 암람 중거리 공대공 미사일의 운용이 불가능하여 BVR 전투가 불가능하였으며 그나마 단거리 공대공 미사일로는 초기에는 AIM-9P를 운용했으나 이후 AIM-9L를 운용했다. 그 외에 Link-16 데이터링크가 없었으며 JDAM 정밀유도폭탄, AGM-84/88 등의 무기들도 없었다.

## F-16PBU 업그레이드
2009년 미국 국방부 DSCA(Defense Security Cooperation Agency)는 35대의 F-16PB 전투기를 2억 5천만 달러의 대외군사판매(FMS) 계약으로 업그레이드할 것이라고 미국 의회에 통보했다. 미국 의회는 DSCA의 통보 15일 이내에 승인 여부를 결정해야 하며, 미국 의회가 승인하면 미국 정부는 제안 및 수락서(LOA)를 작성해 한국 정부에 전달하고 이에 한국 정부가 서명하면 계약이 성사된다. 이에 대한민국 공군은 35대의 F-16PB(블록 32) 전투기를 F-16PBU로 블록 52에 준하는 성능 개량(업그레이드) 사업을 진행하여 2014년부터 실전배치했다.
업그레이드한 주요 내용은 다음과 같다.
- AIM-120 암람 중/장거리 공대공 미사일 운용 능력 부여.
- AIM-9M 단거리 공대공 미사일 운용 능력 부여.
- JDAM 정밀유도폭탄 운용 능력 부여.
- Link-16 데이터링크 탑재.
- AN/APG-68(v)7 레이더로 교체
- AGM-88 대 레이더 미사일 운용 능력 부여
- AGM-84 하푼 대함미사일 운용능력 부여.
- ALQ-88/200K 전자전 재머 탑재
- IFF 레이더 개량 - 미국 공군 F-16 블록 50/52에 달려있는 것과 동일한 사양 추정
- 전투기 기골 보강

위와 같은 업그레이드로 일부만 봐도 Link-16 데이터 링크가 추가되면서 F-15K, FA-50, E-737 조기경보기, 세종대왕급 이지스 구축함 등의 무기들과 데이터가 연동이 가능해졌으며 AIM-120 암람 미사일의 운용 능력 부여로 적 전투기를 상대로 중/장거리에서도 전투(BVR)가 가능하게 되면서 전투 효율성은 향상되면서 ALQ-88/200K의 전자전 재머가 추가와 IFF 레이더가 개량되면서 생존성은 향상되었다.

## 사고일지
F-16PB/PBU의 경우 운용 중 5대의 전투기가 폭발/추락 등의 사고로 공식적으로 손실되었고 1대가 경착륙으로 추정되는 불명의 사고로 복구 불가능할 정도로 손상되어 총 34대의 F-16PBU가 운용중이다.
- 1993년 4월 8일 오후 8시, 1985년 도입된 공군 제19전투비행단 소속의 F-16 전투기가 충북 중원군 동량면 화암리 뒷산에 추락해 조종사인 정재남 대위(31)가 사망했다.[4] 이 사건은 한국 공군 사상 최초의 F-16 추락 사건으로 기록된다. 이날 기지 남쪽 11킬로미터 지점에서 같은 기종의 전투기 한 대와 1시간 남짓 야간비행훈련을 마치고 귀대 중, 공중 폭발을 일으켜 추락했다. 이 사고로 F-16기는 기체 결함 가능성으로 전면 비행 중지되기도 하였으나, 10여 일 만에 조사가 완료되고, 조종사가 구름 속에서 비행 착각을 일으켜 추락한 것으로 결론이 났다. 그러나 당시 F-16기가 KFP 사업 기종으로 확정, 120대 도입이 예정된 상태였기에 이에 대한 의문이 제기되었다.[5] 언론 보도에 의하면 정재남 대위의 미망인 지희숙씨(29)는 정재남 대위가 1990년 공군사관학교를 졸업한 이래 F-16을 3년 이상을 조종한 베테랑이라는 점에서, 조종사 과실이라는 공군 발표에 의문을 제기하기도 하였다.[6]
- 2001년 6월 8일 - 경북 안동시 풍천면 어담리 뒤편 야산에 훈련 중이던 공군 제19전투비행단 소속 F-16D PB(피스브릿지)기가 추락했다. 조종사 이진욱(32), 박주철(29) 대위는 추락 직전 탈출했으며, 훈련 도중 갑자기 엔진이 꺼져 추락된 것으로 밝혀졌다.[7]
- 2002년 9월 18일 - 오전 11시20분 경북 상주시 사벌면 상덕가리 공군 낙동사격장 부근 야산에 공군 제19전투비행단 소속 F-16D 전투기가 추락했다. 조종사들은 비상탈출했으며, 훈련장에서 공대지 임무 수행 중 엔진 정지로 재시동을 시도했으나 실패해 인근 야산에 추락한 것으로 판명되었다.[8]
- 2004년 11월 19일 - 공군 제19전투비행단 소속 F-16C 블록 32 1기의 손실에 대한 정확한 경위는 국내 기사로 보도된 바가 없어서 불명인 사고이다. 다만, 해외 자료에서는 경착륙(하드 랜딩)으로 인해 복구 불가능한 수준으로 파손되었다고 자료가 남아있다. S/N 넘버는 "85-(1)581"이다.[9]
- 2006년 1월 27일 - 공군 제19전투비행단 소속 F-16C 전투기 1대가 충주에 추락했으며, 조종사는 탈출했다. 공군은 이 사고가 엔진 압축기의 13단계 디스크(회전판) 가운데 8단계 디스크가 부러졌으며, 이것이 엔진에 손상을 입혀 사고가 발생했다고 발표하였다.[10]
- 2016년 3월 30일, F-16D 육지에 추락. 조종사 탈출

## 같이 보기
- KF-16